# Bánffytótfalu
Bánffytótfalu (románul Vale) falu Romániában, Kolozs megyében, Déstől 17 kilométer távolságra.

## Nevének említése
Első írásos említése 1405-ből maradt fenn, Tothfalw néven. További elnevezései: 1863-1900 Tótfalu, 1839 Vále, Válye, 1863 Válye, 1873 Valea.

## Története
Bonchidához tartozó faluként királyi birtok volt, majd I. Lajos magyar király a losonczi Bánffyaknak adományozta.
A szent arkangyalok tiszteletére emelt görögkatolikus fatemploma 1750 körül épült.
A trianoni békeszerződésig Szolnok-Doboka vármegye Szamosújvári járásához tartozott.
1850-ben 250 görögkatolikus román lakja, 1910-ben 354 fős lakosságából 14 fő magyar. Ekkor 1 ortodox, 340 görögkatolikus, 3 református, 10 izraelita. 1992-ben 209 román lakosa van, 1 baptista kivételével, ortodox hitűek.